# Ivan Buljubašić
Ivan Buljubašić (Makarska, 15 de janeiro de 1982) é um jogador de polo aquático croata, campeão olímpico.

## Carreira
Buljubašić fez parte do elenco campeão olímpico pela Croácia em Londres 2012.